# Lentsweletau
Lentsweletau est une ville du Botswana.